# Карпош (Куманово)
Карпош је приградско насеље Куманова у Северној Македонији.
Карпош има велики значај за српску заједницу у Северној Македонији, пошто Срби чине мањину у насељу.

## Географија
Карпош је смештен у северном делу Северне Македоније. Од центра Куманова, насеље је удаљено 2 2 km североисточно, па је заправо градско предграђе.
Налази у историјској области Жеглигово, у равничарском крају, на приближно 390 метара надморске висине. Северно од насеља издиже се планина Рујен.
Месна клима је континентална са слабим утицајем Егејског мора (жарка лета).

## Становништво
Карпош је према попису из 2002. године имао 5.433 становника и водио се као посебно насеље.
| Националност | 1994. год.    | 2002. год.    |
| Македонци    | 4.080 (89,9%) | 4.907 (90,3%) |
| Срби         | 454 (10,0%)   | 503 (9,3%)    |
| остали       | 6 (0,1%)      | 22 (0,4%)     |
| УКУПНО       | 4.540         | 5.433         |

Претежна вероисповест месног становништва је православље.